# Zeus Olympos tempel i Aten
Zeus tempel i Aten var ett tempel i det antika Aten i Grekland, tillägnad Zeus. 
Templet grundades på 500-talet f.Kr., men slutfördes inte förrän under romarrikets tid på 100-talet e. Kr. Den var tänkt att bli ett av världens största tempel, och blev också berömd under 100- och 200-talen. Det invigdes av kejsar Hadrianus år 132. 
Pausanias beskrev templet under 200-talet. Han beskrev det som praktfullt, omgivet av en marmorgång och flera statyer av Hadrianus donerat av olika grekiska städer, men en kolossalstaty av kejsaren bakom helgedomen. Där fanns också ett altare åt Gaia. 
Templet skadades när herulerna plundrade Aten år 267. Med tanke på hur skadad staden i övrigt blev, anses det inte troligt att man prioriterade reparation av Zeustemplet. Om templet fortfarande var i bruk torde det ha stängts av de kristna myndigheterna under förföljelserna av hedningarna senast år 425.